# Listenwahl
Unter dem Begriff Listenwahl fasst man sämtliche Wahlsysteme zusammen, bei denen der Wähler vorgefertigten Wahllisten seine Stimme gibt. 
Die Kandidaten treten also auf der gemeinsamen Wahlliste einer Partei zur Wahl an und können von den Wahlberechtigten nicht unmittelbar persönlich, sondern nur im Rahmen der Liste gewählt werden.
Die Listenwahl ist das Gegenstück zur Persönlichkeitswahl. 

## Arten
Bei der Listenwahl mit fester Anzahl zu vergebender Sitze wird vor der Wahl ein Verfahren für die Zuteilung dieser Sitze an die Wahllisten festgelegt. Dabei variiert die Anzahl der Stimmen pro Sitz, der Wahlquotient.
Bei der Listenwahl mit festem Wahlquotienten wird eine Stimmenzahl festgelegt, welche notwendig ist, um einen Sitz zu erhalten. Die Sitzzahl des Parlaments kann mit der Wahlbeteiligung schwanken. Beispielsweise wurde der Reichstag in der Weimarer Republik nach diesem Verfahren gewählt: 60.000 Stimmen waren für einen Sitz nötig.

## Funktionsweise
Die bei einer Listenwahl auf einen bestimmten Wahlvorschlag entfallenden Stimmenanteile bestimmen die Anzahl der Kandidaten auf der Liste, die als gewählt gelten. Daher bestimmt die Reihenfolge der Kandidaten auf der Liste (Listenplatz) entscheidend ihre Wahlchancen. Dies ist bei starren Listen der Tatsache geschuldet, dass die Mandate an die Kandidaten vom Anfang der Liste an vergeben werden; bei offenen Listen spielen psychologische Effekte eine Rolle. Die parteiinterne Reihung der Kandidaten erfolgt – je nach Parteistatut oder Bestimmungen des Wahlrechts – durch Parteitage, den Parteivorstand, eine Kommission oder durch Vorwahlen. Im Regelfall – jedoch nicht in Deutschland – hat aber der Parteichef oder der Parteivorstand die Möglichkeit, eine oder mehrere Personen zusätzlich einzubeziehen, was insbesondere für parteipolitisch erwünschte Fachleute oder sogenannte Quereinsteiger üblich ist. 
Unabhängig von diesen Nuancen treten die Kandidaten auf der gemeinsamen Wahlliste einer Partei oder Wählervereinigung zur Wahl an und können von den Wahlberechtigten entweder entsprechend der festgelegten Reihenfolge gewählt („starre Liste“) oder – je nach Wahlrecht – innerhalb der Liste von den Wahlberechtigten frei gewählt werden („freie Liste“). Ein typisches Beispiel für eine Listenwahl ist das reine Verhältniswahlsystem. Wenn nach einer Parlamentswahl ein gewählter Abgeordneter ein Regierungsamt erhält, ist es in manchen Ländern üblich, auf das Mandat zu verzichten und es dem nächsten auf der Parteiliste zu überlassen.

## Belege
1. ↑  Schubert, Klaus/Martina Klein: Das Politiklexikon. 4., aktual. Aufl. Bonn: Dietz 2006, online auf den Seiten der Bundeszentrale für politische Bildung.